# 이코마 리나
이코마 리나 (生駒里奈, 1995년 12월 29일 ~ )는 일본의 아이돌이며, 여성 아이돌 그룹 전 노기자카46의 멤버이다.

## 약력
2011년
- 8월 21일 - 제1기 멤버로 노기자카46에 가입한다.

2012년
- 2월 22일 - <빙글빙글 커튼>으로 CD 데뷔한다.
- 5월 2일 - 노기자카 46의 2nd싱글 <이리와 샴푸>의 커플링 곡으로 노기자카 46 멤버 첫 솔로곡 <물방울 무늬> 가 수록된다.
- 12월 12일 - 일간 스포츠의 동북 6현판에서 <いこまびより>의 연재가 개시된다.[1]

2013년
- 5월 15일 - <피라메키노640>의 <おはよう!だるだるEnglish> 코너에 준 레귤러 출연을 시작했다.[2]

2014년
- 2월 24일 - AKB48 그룹 대조각 축제에서 교환유학생으로 AKB48 팀B 겸임이 발표되었다.
- 4월 12일 - 세이부 돔에서 열린 악수회 이벤트에서 AKB48로서의 활동을 시작했다.
- 4월 28일 - AKB48 극장 데뷔를 했다.

2015년
- 5월 14일 - AKB48 팀B <파자마 드라이브>공연의 <이코마 리나를 보내는 회>를 기해 AKB48와의 겸임 종료.

2018년
- 5월 6일 - 마쿠하리 멧세에서 열린 악수회 이벤트에서 노기자카46를 졸업.

2020년
- 4월 1일 - A.M.Entertainment와 업무제휴를 맺었다.

## 인물
- 아키타 유리혼조 시에 있던 <댄스 애비뉴·StudioS(스튜디오 S)>에 어렸을 때부터 다녔다.
- 『나루토』, 『원피스』, 『SKET DANCE』, 『청의 엑소시스트』, 『妖狐×僕SS』 등 소년 만화를 좋아한다. 또한 남동생이 있다.
- 좋아하는 음식은 오이절임
- 아이돌이 되기 전에는 어머니가 "어른이 되면 죽도록 일하니까"라는 말을 들어서 아르바이트의 경험이 없다. 아이돌이 되지 않았다면 아이들을 좋아하기 때문에 보육사나 유치원 선생님이 되고 싶었다.
- AKB48의 오시멘은 와타나베 마유[3]
- 노기자카46의 멤버인 이토 네네와 고등학교 반 친구였다.[4]
- 같은 그룹 멤버 마츠무라 사유리 와도 사이가 좋다 (애니이야기로 통하고 프라이빗에서도 둘이같이 다닌다.)

### 노기자카46로서
- <빙글빙글 커튼>부터 <너의 이름은 희망>까지 5싱글 동안 센터를 맡았다.
- 아버지의 추천으로 노기자카46 오디션을 봤지만 사실 아버지는 연예활동을 별로 좋아하지 않는 사람이라고 한다. 중학생 때 열심히 동아리 활동을 하던 이코마가 고등학생이 되어서 아무것도 안하고 집에서 멍하니 있는 모습을 본 아버지가 여름방학 때 오디션 보기를 추천했다고. 단지 무엇인가를 열심히 해보라는 의도의 추천이었지, 이코마가 합격하리라곤 상상도 못했다고 한다.[5]

## 참가곡

### 노기자카46

#### 싱글 CD 선발곡
- ぐるぐるカーテン / 빙글빙글 커텐
  - 乃木坂の詩 / 노기자카의 시
  - 会いたかったかもしれない / 만나고 싶었을지도 몰라
  - 失いたくないから / 잃고 싶지 않으니까
  - 白い雲にのって / 흰 구름에 올라
- おいでシャンプー / 이리와 샴푸
  - 心の薬 / 마음의 약
  - ハウス! / 하우스!
  - 水玉模様 / 물방울 무늬
- 走れ!Bicycle / 달려라! Bicycle
  - 人はなぜ走るのか? / 사람은 왜 달리는 걸까?
  - 音が出ないギター / 소리가 나지 않는 기타
- 制服のマネキン / 제복의 마네킹
  - 指望遠鏡 / 손가락 망원경
  - 指望遠鏡〜アニメ版〜 / 손가락 망원경 ~애니메이션판~
- 君の名は希望 / 너의 이름은 희망
  - シャキイズム / 샤키이즘
  - ロマンティックいか焼き / 로맨틱 오징어 야키
- ガールズルール / 걸즈 룰
  - 世界で一番 孤独なLover / 세계에서 가장 고독한 Lover
  - 人間という楽器 / 사람이라는 악기
- バレッタ / 바레트
  - 月の大きさ / 달의 크기
  - そんなバカな・・・ / 그런 바보같은・・・
- 気づいたら片想い / 깨닫고 보니 짝사랑
  - ロマンスのスタート / 로맨스의 스타트
  - 吐息のメソッド / 한숨의 메서드
  - ダンケシェーン / 당케 쇤
- 夏のFree&Easy / 여름의 Free&Easy
  - 何もできずにそばにいる / 아무것도 못한 채 곁에 있는다
  - 無口なライオン / 말 없는 라이온
- 何度目の青空か? / 몇 번째 푸른 하늘인가?
  - 転がった鐘を鳴らせ! / 굴러간 종을 울려라!
  - Tender days
- 命は美しい / 생명은 아름다워
  - あらかじめ語られるロマンス / 미리 이야기되는 로맨스
- 太陽ノック / 태양 노크
  - 羽根の記憶 / 날개의 기억
- 今、話したい誰かがいる / 지금, 이야기하고 싶은 누군가가 있다
  - ポピパッパパー / 포피팟파파
  - 悲しみの忘れ方 / 슬픔을 잊는 법
- ハルジオンが咲く頃 / 하루지온이 필 무렵
  - 憂鬱と風船ガム / 우울과 풍선껌
- 裸足でSummer / 맨발로Summer
  - 僕だけの光 / 나만의 빛
- サヨナラの意味 / 사요나라의 의미
  - 孤独な青空 / 고독한 푸른 하늘
- インフルエンサー / 인플루언서
  - 当たり障りのない話 / 의미 없는 이야기
- 逃げ水 / 신기루
  - 女は一人じゃ眠れない / 여자는 혼자 잠들 수 없어
  - ひと夏の長さより… / 여름날의 길이보다…
  - 泣いたっていいじゃないか？ / 우는 게 뭐 어때서?
- いつかできるから今日できる / 언젠가 할 수 있으니 오늘 할 수 있어
  - 不眠症 / 불면증
- シンクロニシティ / 싱크로니시티
  - Against

#### 앨범 CD 선발곡
- 《透明な色 투명한 색》에 수록
  - 僕がいる場所 / 내가 있는 장소
  - 傾斜する / 경사지다
- 《それぞれの椅子 각각의 의자》에 수록
  - きっかけ / 계기
  - 太陽に口説かれて / 태양에게 설득당해
  - 環状六号線 / 환상 6호선
- 《生まれてから初めて見た夢 태어나서 처음 꾼 꿈》에 수록
  - スカイダイビング / 스카이 다이빙
  - 設定温度 / 설정온도
  - 満月が消えた / 보름달이 사라졌다

### AKB48

#### 싱글 CD 선발곡
- 〈ラブラドール･レトリバー 래브라도 리트리버〉에 수록
  - Bガーデン / B 가든 - 팀B 명의
- 心のプラカード / 마음의 플래카드
- 望的リフレイン / 희망적 리프레인
  - ロンリネスクラブ / 론리네스 클럽 - 팀B 명의
  - 風の螺旋 / 바람의 나선 - 코지자카46
- Green Flash
- 僕たちは戦わない / 우리는 싸우지 않아

#### 앨범 CD 선발곡
- 《ここがロドスだ、ここで跳べ! 여기가 로도스다, 여기서 뛰어라!》에 수록
  - ここがロドスだ、ここで跳べ! / 여기가 로도스다, 여기서 뛰어라!
  - To goで / To go로 - 팀B 명의

#### 극장 공연 유닛곡
- てもでもの涙 / 해도 해도 눈물

## 출연

### 영화
- 극장판 BAD BOYS J - 키노시타 아이리 역
- 기괴도 - 후카자와 미오 역

### 드라마
- BAD BOYS J 최종회(2013년 6월 22일)

### 버라이어티
- 노기자카는 어디? (2011년 10월 2일 ~ 2015년 4월 12일, TV 아이치)
- 노기자카 공사중 (2015년 4월 19일 ~ 2018년 4월 29일, TV 아이치)